# Isòmer nuclear
Un isòmer nuclear és un núclid que té el mateix nombre màssic i nombre atòmic que un altre però amb un estat d'energia diferent. Es un estat metaestable d'un àtom, produït per l'excitació d'un o més protons i/o neutrons en el seu nucli.

## Introducció
Un element químic està definit pel nombre de protons del seu nucli, i els isòtops d'un element es distingeixen per la diferència del nombre de neutrons.

## Isòmers metaestables
Els isòmers metaestables es poden produir per fusió nuclear o altres reaccions nuclears. Un nucli produït d'aquesta manera, generalment comença la seva existència en un estat excitat, que es desexcita mitjançant l'emissió d'un o més raigs gamma (o, de forma equivalent, mitjançant conversió interna). Aquesta desexcitació es produeix normalment en un temps inferior a un picosegon. No obstant això, algunes vegades succeeix que la desexcitació fins a l'estat estacionari no es produeix tan ràpidament. Generalment això ocorre per la formació d'un estat excitat intermedi amb un espín diferent a aquell de l'estat estacionari. L'emissió de radiació gamma es veu dificultada (respecte als espins dels dos estats són similars) si l'espín de l'estat final varia significativament del de l'estat inicial, especialment si l'energia d'excitació és baixa. En aquest cas, l'estat excitat és un bon candidat a ser metaestable, si no existeixen altres estats amb espín intermedi amb energies d'excitació menors que la de l'estat metaestable potencial.
Els isòmers metaestables d'un isòtop particular es representen normalment amb una "m" (o, en el cas d'isòtops amb més d'un, 2m, 3m i així successivament). Aquesta lletra se situa normalment després del símbol atòmic i nombre atòmic (per exemple, Co-58m), però algunes vegades es pot veure abans com un superíndex (per exemple, 58mCo).
Un tipus diferent d'estat nuclear (isòmer) és l'isòmer de fissió o isòmer de forma. La majoria dels nuclis dels actínids no són esfèrics en els seus estats base, sinó esferoidals -- amb un eix de simetria més de llarg que els altres (similars a un baló de futbol americà o rugbi, encara que generalment no tan allargats). Com més gran és la diferència d'aquests isòmers, respecte a l'esfericitat, major és la dificultat per a la desexcitació a l'estat estacionari nuclear. En general aquests estats es desexciten a l'estat estacionari (però més lentament que un estat excitat "ordinari") o experimenten fissió espontània amb un període de semidesintegració de l'ordre de nanosegons o microsegons. Un temps encara molts ordres de magnitud major que el període d'un estat excitat nuclear ordinari. Els isòmers de la fissió es representen generalment amb una posdata o un exponent "f" en lloc de "m," de manera que un isòmer de la fissió, per exemple el plutoni 240 es representa com Pu-240f o 240fPu.

## Isòmers gairebé estables
La majoria dels isòmers nuclears són molt inestables i radien l'energia extra de forma gairebé immediata (de l'ordre de 10-12 segons). Així doncs, el terme normalment es restringeix a isòmers amb vides mitjanes de 10-9 segons o més. La mecànica quàntica prediu que certes espècies atòmiques tindrien isòmers amb vides inusualment llargues, el que els atorga ria propietats interessants. Per definició no existeix cap isòmer que pugui denominar-se "estable", no obstant això, alguns tenen una vida prou llarga com per ser "gairebé" estables i poden ser produïts i observats en quantitats apreciables.
L'únic isòmer gairebé-estable que existeix de manera natural és el Ta-180m que està present a la mostres de tàntal en aproximadament 1 part en 8300. El període de semidesintegració és almenys de 1015 anys, major que l'edat de l'univers. Aquesta notòria persistència s'explica pel fet de la seva baixa energia d'excitació i que ambdues possibilitats de desintegració: gamma cap a l'estat estacionari del Ta-180 (que és radioactiu i amb un període de semidesintegració no molt llarg) i el desintegració beta cap a l'hafni o wolframi estan restringides per la diferència d'espins. L'origen d'aquest isòmer és desconegut, encara que es creu que s'ha format en explosions de supernoves (com la majoria dels elements pesants). Quan es desintegra cap a l'estat estacionari, s'allibera un fotó energètic, amb una energia de 75keV. En 1988, Collins va mostrar ostrar que el Ta-180m es pot forçar a alliberar la seva energia de forma induïda per raigs X febles. Després d'11 anys de controvèrsia, els seus resultats van ser confirmats en 1999 per Belic i els seus col·laboradors en el grup de física nuclear de Stuttgart.
Un altre isòmer nuclear relativament estable (amb un període de semidesintegració de 31 anys) és l'hafni-178 m² que té una energia d'excitació major que la qualsevol altre isòmer de vida llarga comparable. Un gram de Hf-178 m² pur conté aproximadament 1330 megajoules d'energia, l'equivalent de l'energia explosiva de 317 quilograms de TNT. A més, "tota" aquesta energia s'allibera com raigs gamma de 2.45 MeV. D'igual manera que amb el Ta-180m, existeixen informes discutits sobre el possible alliberament de la seva energia de forma estimulada, el que ha dut a l'estudi de la substància com una possible font de làsers de raigs gamma. Aquests informes també indiquen que l'energia s'allibera molt ràpidament, per la qual cosa el Hf-172-m2 pot produir potències extremadament altes (de l'ordre d'exawatts (1018 watts)). Altres isòmers també han estat investigats com a possibles materials per a l'emissió estimulada de raigs gamma.

## Aplicacions
Aquests isòmers d'hafni i tàntal han estat considerats per alguns com armes per a esbiaixar el tractat de no proliferació nuclear, ja que poden ser induïts a emetre radiació gamma molt poderosa. DARPA té o ha tingut un programa d'investigació per al possible ús d'ambdós isòmers. De qualsevol manera, donat la diferència de velocitats entre els fotons i neutrons, no se'ls pot induir a una reacció en cadena com a les armes nuclears, pel que probablement mai existeixi aquesta arma. Ta-180m és una de les substàncies més cares d'obtenir, amb un cost aproximat de 17 milions de dòlars per gram. En 1999, el subministrament mundial de Ta-180m era de només 6.7 mil·ligrams.
Els isòmers de Tecneci Tc-99m (amb un període de semidesintegració de 6,01 hores) i Tc-95m (amb un període de semidesintegració de 61 dies) s'utilitzen en aplicacions mèdiques i industrials.

## Procés de desintegració
La desintegració dels isòmers als estats d'energia més baixa pot produir-se mitjançant dos transicions isomèriques:
1. Emissió gamma (γ), emissió de fotons d'alta energia.
2. Conversió interna, on l'energia s'utilitza per a ionitzar l'àtom.